# La Raixa
La Raixa (oficialment La Raja) és un nucli de població catalanoparlant del Carxe, pedania de Jumella. Registra 89 habitants (INE 2006).
A la pedania de la Raixa pertanyen els nuclis de les Coves de Penya-roja (oficialment Cuevas de Peña Roja), la Tosquilla (oficialment Casa de Tosquilla) i Xamaleta. Tant la Tosquilla com Xamaleta com les Coves de Penya-roja en l'actualitat estan deshabitats.